# Ingeborg G. Pluhar
Pour les articles homonymes, voir Pluhar.
Ingeborg G. Pluhar, ou Ingeborg Goeschl-Pluhar, née en 1944 à Vienne est une peintre et sculptrice autrichienne.

## Biographie
Ses parents se marient à Rio de Janeiro en 1931. Ses deux sœurs sont Brigitte King née en 1933 à Rio de Janeiro  et Erika Pluhar née en 1939 à Vienne. Pendant la Seconde Guerre mondiale, son père travaille comme officier administratif sous les sous les ordres d'Otto Waechter.
En 1962, elle étudie la sculpture à l'Académie des Beaux-Arts de Vienne dans la classe de Fritz Wotruba. En 1962 puis en 1965, elle suit les cours de l'Académie internationale d'été des beaux-arts de Salzbourg (de) d'abord avec Oskar Kokoschka, puis avec Joannis Avramidis.
Elle termine ses études en 1966. Elle obtient des bourses qui lui permette de séjourner à Paris et à Berlin. En 1979, elle travaille comme assistante  à l'Université technique de Vienne. De 1980 à 1992, elle est chargée du cours photographie et graphisme. De 1990 à 2003, elle est professeure assistante à l'Institut de design artistique.
Elle est membre du réseau d'artistes féministes IntAkt – Internationale Aktionsgemeinschaft bildender Künstlerinnen (de).
Le travail d'Ingeborg G. Pluhar est au départ consacré à la figure humaine. Petit à petit, elle s'oriente vers l'abstraction. À partir des années 1970, elle réalise des collages à partir d'extraits et de coupures de magazines illustrés. Elle réalise les séries Finds, Entfunde, Empty Finds, Verfunde et Inventions.
En 1970, elle crée les décors et les costumes pour une exposition au Forum Stadtpark de Graz. Par la suite, Ingeborg G. Pluhar s'implique dans la mode et la publicité.
Ingeborg G. Pluhar poursuit également une œuvre littéraire dans ses collages de textes, mais aussi dans des lettres à un ami imaginaire appelé Kunstl. Elle les écrit depuis les années 1980 et décrit les motivations de son travail.
Son premier roman, Leopoldstag, est publié en 1980, suivi de Paradox en 2002.
Ses œuvres font partie de l'Avant-garde féministe des années 1970.
En 2005, une rétrospective montre l'ensemble de sa création de 1975 à 2005, à Vienne.

## Prix
- Prix des Beaux-Arts de la Ville de Vienne, 2012[4]

## Expositions
- Ingeborg Pluhar. Zeichnungen und Plastiken, Galerie nächst St. Stephan, 1966[4]
- Ingeborg G. Pluhar. Text Bild zu in an, Modern Art Galerie, 1978
- Ingeborg G. Pluhar. Entsprungen. Entdeckt. Entstellt, Bawag Fondation, 1992

- Mimosen-Rosen-Herbstzeitlosen. Künstlerinnen. Positionen 1945 bis Heute, Kunsthalle Krems, 2003
- Gegen-Positionen. Künstlerinnen in Österreich 1960-2000, Museum Moderner Kunst - Stiftung Wörlen Passau, 2004
- Ingeborg G. Pluhar. Melancholie ist Luxus. Ein 30-Jahre-Schritt 1975-2005, Kunsthalle Exnergasse, 2005[7]
- Roland Goeschl, Ingeborg G. Pluhar. Zu Zweit, Galerie Altnöder, 2005
- 3 Generationen - 3 Regionen. Künstlerinnen aus Wien - Niederösterreich - Burgenland, Burg Schlaining, 2006
- Type Faces, Stadtmuseum Waidhofen, 2006
- Bildpolitiken, Salzburger Kunstverein, 2008
- ViennArt2009: Wiener Gerücht. Das Private und das Öffentliche, eop, MUSA, 2009

- Geometrie beredter Stille, zs art galerie, 2013
- Ingeborg G. Pluhar. Unterwegs, zs art galerie, Vienne, 2018